# Gebührenordnung für Ärzte
Die Gebührenordnung für Ärzte (GOÄ) ist eine Rechtsverordnung der Bundesregierung, welche die Entgelte für ärztliche Tätigkeit regelt, soweit nicht durch Bundesgesetz etwas anderes bestimmt ist (§ 11 BÄO, § 1 GOÄ). Eine nach den Vorschriften der GOÄ erstellte Privatliquidation erhalten sowohl Privatpatienten, d. h. Patienten, die bei einer privaten Krankenversicherung versichert oder unversichert sind und ihre Behandlung selbst bezahlen, als auch gesetzlich Versicherte im Fall so genannter individueller Gesundheitsleistungen oder bei Wahl des Kostenerstattungsverfahrens.
Dagegen ist die Vergütung vertragsärztlicher Leistungen nach dem fünften Sozialgesetzbuch durch den Einheitlichen Bewertungsmaßstab (EBM) geregelt (§ 87 Abs. 2 SGB V). Die Abrechnung erfolgt hier nicht gegenüber den Versicherten, sondern über die Kassenärztliche Vereinigung mit der gesetzlichen Krankenversicherung (Sachleistungsprinzip).
Approbierte Ärzte dürfen in Deutschland keine selbst kalkulierten Honorare für medizinische Leistungen verlangen, sondern sind nach dem ärztlichen Berufsrecht, konkretisiert durch die bundesverfassungsgerichtliche Rechtsprechung, an die GOÄ gebunden. Ihr von der Berufsausübungsfreiheit umfasstes Preisbestimmungsrecht unterliegt jedoch geringeren Einschränkungen als im System der gesetzlichen Krankenversicherung, das im Hinblick auf die soziale Schutzbedürftigkeit der Versicherten und die Sicherstellung ihrer Versorgung Marktmechanismen weitgehend ausschaltet. Einschränkungen des Rechts zur Entgeltforderung sind nur dort gerechtfertigt, wo die Gebührenordnung dem Gemeinwohlbelang eines Ausgleichs der berechtigten Interessen der Leistungserbringer und der Patienten dient. Die GOÄ ähnelt hierin den Gebührenordnungen anderer freier Berufe, z. B. von Rechtsanwälten und Architekten.
Eine Abdingung ist nur in bestimmten Grenzen zulässig.

## Geschichte
Unmittelbare Vorgängerin der GOÄ war die Preußische Gebührenordnung für approbierte Ärzte und Zahnärzte (Preugo). Die Preugo von 1896 (Neufassung 1924) war die staatliche Gebührenordnung für ärztliche Leistungen im Deutschen Reich und wurde 1952 in das Bundesrecht übernommen. Der Hartmannbund („Verband der Ärzte Deutschlands“) veröffentlichte 1928 eine eigene Gebührenordnung, die Allgemeine Deutsche Gebührenordnung für Ärzte (Adgo). Sie enthielt zum Teil doppelt so hohe Sätze wie die Preugo und wurde angewendet, wenn Arzt und Patient dies privatrechtlich vereinbarten. Preugo und Adgo zählten die einzelnen Arztleistungen auf und setzten dafür Mindest- und Höchstsätze fest, eine sog. Taxe.
Am 1. April 1965 wurde die Preugo in der Bundesrepublik durch die erste GOÄ und die „Bundeseinheitliche Gebührenordnung für Zahnärzte“ (BuGO-Z) abgelöst. Beim Übergang von der Preugo zur GOÄ wurden die allgemeinen gebührenrechtlichen Bestimmungen der Preugo mit dem Leistungsverzeichnis der „Ersatzkassen-Adgo“ („E-Adgo“) einschließlich ihrer Abrechnungsbestimmungen verbunden. Die Adgo blieb als „Privat-Adgo“ weiterhin in Gebrauch, bis 1982 die aktuelle GOÄ in Kraft trat. 1987 wurde außerdem die Gebührenordnung für Zahnärzte (GOZ) erlassen.
Die aktuelle Gebührenordnung für Ärzte (GOÄ) stammt vom 12. November 1982 und wurde seitdem einige Male geändert.

## Weiterentwicklung
Angesichts der Erfahrungen mit der GOÄ von 1965 wurde schon vor dem Inkrafttreten der neuen GOÄ gemahnt: „Der Staat sollte zukünftig an die laufende Fortentwicklung der amtlichen Gebührenordnung denken, denn das jahrelange Nichtstun seit 1965 hat sich in keiner Weise bewährt“. Wie bei den vorausgegangenen Gebührenordnungen fand jedoch keine Weiterentwicklung statt. Die Bundesärztekammer mahnte daher schon 2005 eine Reform an:
„Die geltende GOÄ datiert in wesentlichen Teilen immer noch aus dem Jahre 1982, der letztmaligen umfassenden Reform; wobei das damals neu gefasste Gebührenverzeichnis auf der Ersatzkassen-Gebührenordnung – E-Adgo – von 1978 basiert. Dies bedeutet, dass von den insgesamt 37 Abschnitten des Leistungsverzeichnisses der geltenden GOÄ seit 1982 bzw. 1978 26 Kapitel nicht mehr grundlegend aktualisiert worden sind. Die restlichen 11 Kapitel des Verzeichnisses sind mit der Vierten Änderungsverordnung vom 18. Dezember 1995 neu gefasst worden: Sie sind inzwischen mehr als 10 Jahre alt. Der Fortschritt der Medizin der letzten 3 Jahrzehnte ist somit nicht systematisch in die GOÄ einbezogen worden.“
Über eine Neufassung der GOÄ verhandelt seit Jahren die Bundesärztekammer u. a. mit Verantwortlichen der Beihilfestellen und dem Verband der privaten Krankenversicherung. Es ist dennoch bis dato (Stand 2021) keine neue GOÄ in Kraft, obwohl Ärztekammer-Präsident Montgomery bereits im Mai 2015 auf dem Deutschen Ärztetag erklärte: „In einem zugegebenermaßen mühsamen Prozess haben wir mit dem PKV-Verband eine neue GOÄ verhandelt … Wir sind inzwischen so weit, dass wir dem Ministerium einen gemeinsam konsentierten Vorschlag machen konnten, der 400 Gesamtleistungen und 160 Zuschlagsleistungen beinhaltet, die etwa 80 Prozent des Volumens der GOÄ abdecken“.

## Aufbau
Die GOÄ regelt die Vergütung für die beruflichen Leistungen der Ärzte einschließlich Entschädigungen und Auslagenersatz, die nach den Regeln der ärztlichen Kunst für eine medizinisch notwendige ärztliche Versorgung erforderlich sind. Leistungen, die über das Maß einer medizinisch notwendigen ärztlichen Versorgung hinausgehen, dürfen nur berechnet werden, wenn sie auf Verlangen des Zahlungspflichtigen erbracht worden sind (§ 1 GOÄ).
Innerhalb eines Gebührenrahmens zwischen dem Einfachen und dem Dreieinhalbfachen des Gebührensatzes sind die Gebühren unter Berücksichtigung der Schwierigkeit und des Zeitaufwandes der einzelnen Leistung sowie der Umstände bei der Ausführung nach billigem Ermessen zu bestimmen (§ 5 GOÄ). Der 2,3fache Gebührensatz bildet die nach Schwierigkeit und Zeitaufwand durchschnittliche Leistung ab. Ein Überschreiten dieses Gebührensatzes ist nur zulässig, wenn Besonderheiten dies rechtfertigen, und muss in der Rechnung gegenüber dem Zahlungspflichtigen verständlich und nachvollziehbar begründet werden. Leistungen mit unterdurchschnittlichem Schwierigkeitsgrad oder Zeitaufwand sind mit einem niedrigeren Gebührensatz zu berechnen. Aufgrund einer schriftlichen Vereinbarung mit dem Patienten kann der 3,5fache Gebührensatz auch überschritten werden (§ 2 GOÄ).
Die berechnungsfähigen Leistungen ergeben sich aus dem Gebührenverzeichnis als Anlage zur GOÄ.
Das Gebührenverzeichnis ist unterteilt in 16 fachgebietsbezogene Abschnitte. In diesen Abschnitten werden mögliche Leistungen des Arztes durch Ziffern definiert, z. B.

Ziffer 1: Beratung (Einfacher Gebührensatz 4,66 Euro, 2,3-facher Gebührensatz 10,72 Euro)

Ziffer 5: symptombezogene Untersuchung (einfacher Gebührensatz 4,66 Euro)
Neben den Ziffern existieren Buchstaben; sie stehen für die Zuschläge. So bedeutet z. B.

Zuschlag B „Zuschlag für in der Zeit zwischen 22 und 6 Uhr erbrachte Leistungen“.
In der GOÄ ist auch geregelt, welche Ziffer der Arzt nicht zusammen mit anderen Ziffern abrechnen darf.

## Analogleistungen
Der Arzt kann gemäß § 6 Abs. 2 GOÄ selbstständige ärztliche Leistungen, die in das Gebührenverzeichnis nicht aufgenommen sind, entsprechend einer nach Art, Kosten- und Zeitaufwand gleichwertigen Leistung des Gebührenverzeichnisses berechnen. Die ausgesuchte Analogleistung muss demzufolge der nicht in der GOÄ abgebildeten Leistung gleichwertig, nicht gleichartig, also nicht inhaltsähnlich sein. Die Analogleistung muss den entsprechenden angemessenen Geldwert der nicht enthaltenen Leistung widerspiegeln.
Um Abrechnungsprobleme zu vermeiden, wurde ein gemeinsamer Bewertungsausschuss der privaten Krankenversicherungen und der Bundesärztekammer geschaffen, der neue medizinische Verfahren analysiert und seine analogen Abrechnungsempfehlungen im deutschen Ärzteblatt veröffentlicht. Da diese analoge Berechnung für alle Beteiligten, also auch die privaten Krankenversicherungen und Beihilfestellen, keine bindende Wirkung hat, entstehen auch bei Zugrundelegung der Abrechnungsempfehlungen in der Abrechnung häufig Erstattungsprobleme mit privaten Krankenversicherungen.

## Währungsangaben
Zwar wurde im Zuge der Umstellung auf den Euro als alleiniges gesetzliches Zahlungsmittel in § 5 Abs. 1 Satz 3 GOÄ zum 2. Januar 2002 die Angabe „11,4 Deutsche Pfennige“ durch die Angabe „5,82873 Cent“ ersetzt, der nächste Satz lautet jedoch unverändert: „Bei der Bemessung von Gebühren sind sich ergebende Bruchteile eines Pfennigs unter 0,5 abzurunden und Bruchteile von 0,5 und mehr aufzurunden.“ Auch Wegegeld und Reisekosten werden in §§ 8 und 9 noch in Deutschen Mark und Pfennigen angegeben, z. B. „bei Abwesenheit von mehr als 8 Stunden 200,- Deutsche Mark je Tag“ (§ 9 Abs. 2 Nr. 2).
Die in der GOÄ aufgeführten DM-Beträge gelten im Rahmen der nach den einschlägigen EU-Verordnungen zur Euro-Einführung festgelegten Rechtsautomatik zum 1. Januar 2002 unter Verwendung des amtlichen Umrechnungskurses als centgenau umgestellt.